# فيروس الماكرو
في مصطلحات الحوسبة، فيروس الماكرو (بالإنجليزية: Macro Virus)‏ هو فيروس مكتوب بلغة ماكرو وهي لغة برمجية متضمنة داخل تطبيق برمجي (على سبيل المثال: CMD). بعض التطبيقات مثل مايكروسوفت أوفيس وإكسل وباور بوينت تسمح بدمج برامج الماكرو في المستندات بحيث يتم تشغيل وحدات الماكرو تلقائيًا عند فتح المستند، وهذا يوفر آلية مميزة يمكن من خلالها نشر تعليمات الكمبيوتر الضارة. هذا هو أحد الأسباب التي قد تكون خطيرة لفتح مرفقات غير متوقعة في رسائل البريد الإلكتروني؛ حيث يُمكن للعديد من برامج مكافحة الفيروسات اكتشاف فيروسات الماكرو ومع ذلك لا يزال من الصعب اكتشاف سلوك فيروس الماكرو.

## الأساسيات
الماكرو هو سلسلة من الأوامر والإجراءات التي تُساعد على إتمام بعض المهام -عادة ما يكون برنامج قصير وبسيط- ومع ذلك يتم إنشاؤها. يجب أن يتم تنفيذها بواسطة بعض الأنظمة التي تقوم بتفسير الأوامر المخزنة. بعض أنظمة الماكرو عبارة عن برامج قائمة بذاتها، ولكن بعضها الآخر مضمّن في تطبيقات معقدة (مثل معالجات النصوص) للسماح للمستخدمين بتكرار تسلسل الأوامر بسهولة أو السماح للمطورين بتخصيص التطبيق للاحتياجات المحلية.

## العملية
يمكن نشر فيروس ماكرو من خلال مرفقات البريد الإلكتروني والوسائط القابلة للنقل والشبكات وحتى عبر الإنترنت ومن الصعب اكتشافه. هناك طريقة شائعة لفيروس ماكرو لإصابة جهاز الكمبيوتر وتتمثل بالأساس في استبدال وحدات الماكرو العادية بالفيروس. يستبدل فيروس الماكرو الأوامر العادية بنفس الاسم ويعمل عند تحديد الأمر. قد تبدأ وحدات الماكرو الضارة هذه تلقائيًا عند فتح أو إغلاق المستند ودون معرفة المستخدم.
بمجرد فتح ملف يحتوي على فيروس ماكرو، يمكن أن يصيب الفيروس النظام. عندما يتم تشغيله سيبدأ في تضمين نفسه تلقائيا في مستندات وقوالب أخرى. قد يؤدي ذلك إلى تلف أجزاء أخرى من النظام، اعتمادًا على الموارد التي يمكن أن يصل إليها ماكرو في هذا التطبيق. عندما تتم مشاركة المستندات المصابة مع مستخدمين آخرين وأنظمة أخرى، ينتشر الفيروس. تم استخدام فيروسات الماكرو كطريقة لتثبيت البرنامج على نظام دون موافقة المستخدم، حيث يمكن استخدامه لتنزيل البرامج وتثبيتها من الإنترنت من خلال استخدام مكابس المفاتيح الآلية. ومع ذلك فإن هذا الأمر غير شائع لأنه عادة لا يكون مثمراً لمبرمج الفيروسات حيث أن البرنامج المثبت عادةً ما يُلاحظ ويزيله المستخدم.
بما أن فيروس ماكرو يعتمد على التطبيق بدلاً من نظام التشغيل فإنه يمكن أن يصيب جهاز الكمبيوتر الذي يشغل أي نظام تشغيل تم نقل التطبيق المستهدف إليه على وجه الخصوص وبما أن مايكروسوفت وورد متوفر على أجهزة كمبيوتر ماكنتوش يمكن أن تهاجم فيروسات كلمة ماكرو بعض أجهزة الماك بالإضافة إلى أنظمة ويندوز الأساسية.
مثال على فيروس ماكرو هو فيروس ميليسا الذي ظهر في مارس من عام 1999. فعندما يقوم مستخدم ما بفتح مستند مايكروسوفت وورد يحتوي على فيروس ميليسا يصاب جهاز الكمبيوتر الخاص به بالعدوى. ثم يرسل الفيروس نفسه عبر البريد الإلكتروني إلى أول 50 شخصًا في دفتر عناوين الشخص. هذا يجعل الفيروس يتضاعف بمعدل سريع.
لا يتم الكشف عن كافة فيروسات الماكرو بواسطة برنامج مكافحة الفيروسات. لذلك فالحذر ضروري عند فتح مرفقات البريد الإلكتروني والمستندات وذلك من أجل التقليل من فرصة الإصابة بالعدوى.